# Metro w Seulu
Metro seulskie(수도권 전철) – system kolei podziemnej w stolicy Korei Południowej, Seulu.

## Historia
Budowę metra w Seulu rozpoczęto 12 kwietnia 1971 roku. Pierwszy odcinek linii metra nr 1 uruchomiono 15 sierpnia 1974 roku.
Budowę linii nr 2 (w kształcie zamkniętego kręgu) rozpoczęto 3 marca 1978 roku, a uruchomiona ona została 22 maja 1984 roku. Całą linię uruchomiono przy otwarciu linii nr 3 i linii nr 4. Linię nr 2 połączono ze stacją Seolleung linii Bundang 29 sierpnia 2003 roku.
Budowę Linii nr 3 i Linii nr 4 rozpoczęto 26 lutego 1980 roku. Obie linie zostały uruchomione równocześnie 18 października 1985 roku.
Budowę linii nr 5 rozpoczęto 27 czerwca 1990 roku. Pierwszy odcinek 14 stacji, od Wangsimni do Sangil-dong, uruchomiono 15 listopada 1995 roku. Do 30 grudnia 1996 roku oddane zostały do użytku wszystkie stacje tej linii.
Budowę linii nr 6 rozpoczęto 8 stycznia 1984 roku. Pierwszy odcinek 6 stacji, od Bonghwasan do Sangwolgok, uruchomiono 7 sierpnia 2000 roku. Do 9 marca 2001 roku oddane zostały do użytku wszystkie stacje tej linii.
Budowę linii nr 7 rozpoczęto 28 grudnia 1990 roku. Pierwsze 19 stacji linii uruchomiono 11 października 1996 roku na odcinku Jangam – Konkuk Univ. Do 1 sierpnia 2000 roku oddano pozostałe stacje.
Budowę linii nr 8 rozpoczęto 29 grudnia 1990 roku. Linię tę uruchomiono 23 listopada 1996 roku, początkowo 13 stacji na odcinku Jamsil – Moran. Kolejne cztery stacje oddano do użytku 2 lipca 1999 roku.
Linia Bundang oddana została do użytku 1 września 1994 roku na odcinku Suseo – Ori. Linię przedłużono do stacji Seolleung i oddano do ruchu 29 sierpnia 2003 roku. 21 grudnia 2005 roku linię przedłużono o 2,5 km do stacji Bojeong. Planowane jest dalsze przedłużenie linii do stacji Wangsimni do 2009 roku.
Linię Jungang na odcinku Cheongnyangni (st. naziemna) – Deokso oddano do użytku 16 grudnia 2005 roku. W latach 2007–2009 zostaną oddane kolejne stacje.
Pierwsza linia inczhońskiego metra oddana została do użytku 10 października 1999 roku. 7 grudnia 1999 roku uruchomiona została także stacja Gyulhyeon.

## Schemat sieci metra

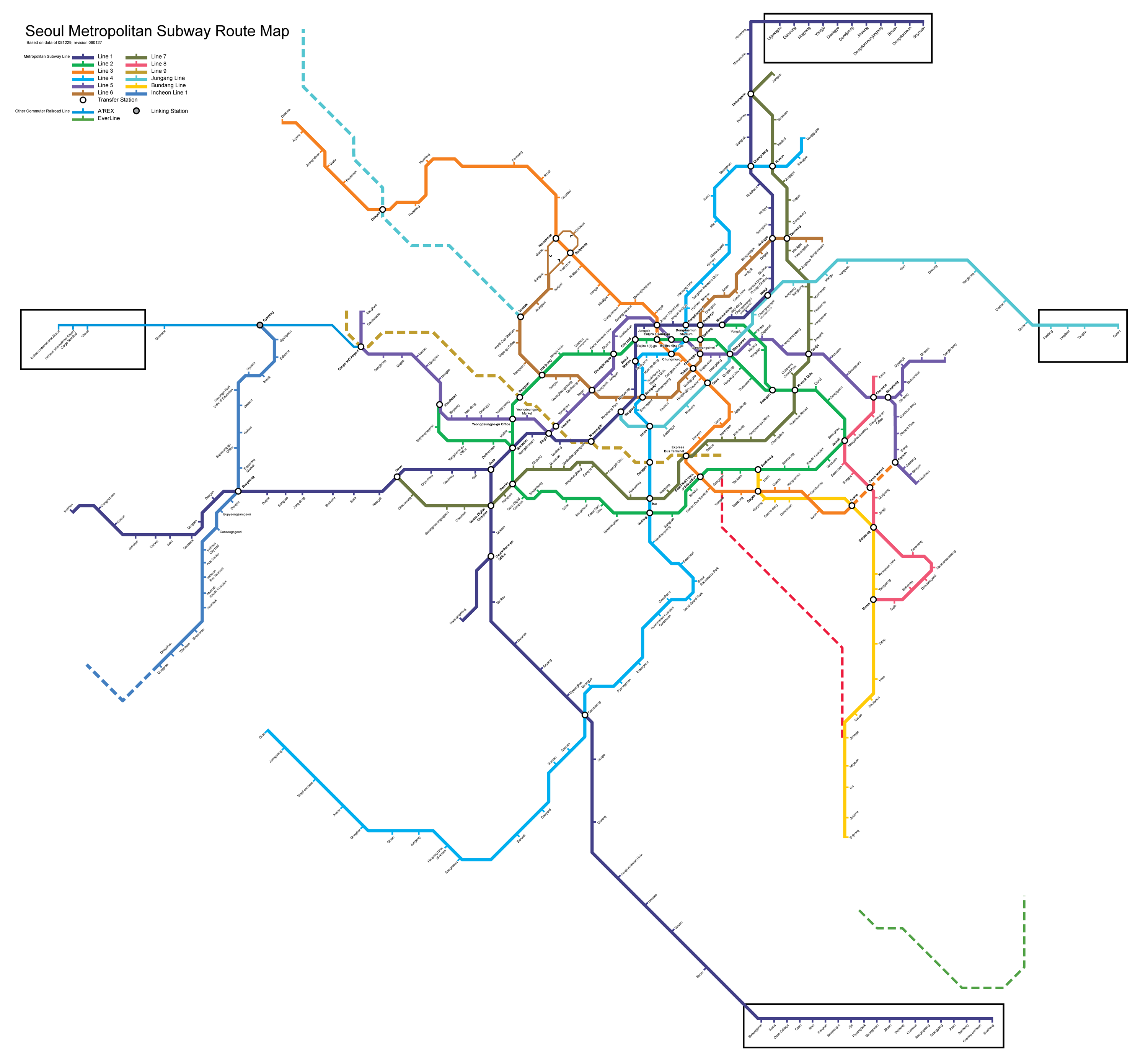
Schemat sieci metra seulskiego, inczhońskiego, linii Bundang oraz linii Jungang